# Aplahoué
Aplahoué ist eine beninische Stadt, ein Arrondissement und eine Kommune im Département Couffo, dessen Hauptstadt sie auch ist. Die Kommune erstreckt sich über eine Fläche von 572 Quadratkilometern und hatte 2013 eine Bevölkerung von 171.109 Menschen, davon waren 79.678 männlich und 91.431 weiblich. Auf das gleichnamige Arrondissement entfielen 26.340 Einwohner, davon 12.487 männlich und 13.853 weiblich.

## Söhne und Töchter der Stadt
- Adrien Houngbédji (* 1942), ehemaliger Premierminister Benins und Sprecher der Nationalversammlung